# Saint-Christophe-de-Valains
Saint-Christophe-de-Valains è un comune francese di 217 abitanti situato nel dipartimento dell'Ille-et-Vilaine nella regione della Bretagna.
Il territorio comunale è bagnato dal fiume Minette.

## Società

### Evoluzione demografica
Abitanti censiti